# Рассуждения о соли и железе
Рассуждения о соли и железе (кит. 鹽鐵論) — дебаты по вопросам государственной политики, проходившие при китайском императорском дворе во времена династии Хань в 81 г. до н. э. Предыдущий император, У-ди, отменил политику невмешательства своих предшественников и ввёл широкий спектр государственных мер, таких как создание монополий на китайские предприятия по производству соли и железа, схемы стабилизации цен и налоги на капитал. Эти действия вызвали ожесточенные споры. После его смерти, во время правления Чжао-ди, регент Хо Гуан призвал всех учёных империи приехать в столицу Чанъань, чтобы обсудить экономическую политику правительства.
В дебатах участвовали две противоборствующие фракции: реформисты и модернисты. Реформаторами в основном были конфуцианские учёные, выступавшие против политики У-ди и требовавшие отмены монополий на соль и железо, прекращения государственных схем стабилизации цен и значительного сокращения государственных расходов для уменьшения бремени, лежащего на гражданах. Модернисты поддерживали продолжение политики У-ди, направленной на изъятие прибылей частных торговцев в государственную казну для финансирования военных и колонизационных кампаний правительства на севере и западе.
Результаты этих дебатов оказались неоднозначными. Хотя модернисты в целом добились успеха, и их политика проводилась в большинстве стран Западной Хань после У-ди, реформаторы отменили эту политику в Восточной Хань, за исключением государственной монополии на чеканку монет.

## Предпосылки
Предыдущий правитель, У-ди, осуществил радикальные изменения в политике по сравнению со своими предшественниками. Отказавшись от политики невмешательства внутри страны и политики умиротворения хунну за рубежом, он национализировал чеканку монет, соль и железо, чтобы оплатить свои масштабные кампании против Хуннской державы, которая представляла угрозу Китайской империи и ограничивала её расширение. Хотя У-ди добился успеха в своих кампаниях, его политика привела к банкротству многих торговцев и промышленников, вызвала широкое недовольство и даже восстания против императорской власти. После его смерти регент Хо Гуан созвал придворное совещание, чтобы обсудить, продолжать ли политику У.

### Политика в раннюю эпоху Хань
Политика в раннюю эпоху Хань характеризовалась принципами государственного невмешательства, что было обусловлено принятием ранними императорами даосского принципа У вэй (無為), «пути недеяния». В рамках политики невмешательства сельскохозяйственные налоги были снижены с 1/15 до 1/30 от объёма сельскохозяйственной продукции, а на короткий период были полностью отменены. Кроме того, трудовая барщина, требуемая от крестьян, была сокращена с одного месяца в году до одного месяца каждые три года. Чеканка монет была приватизирована, а налоги Цинь на соль и другие товары были отменены.

Более поздние противники налогообложения описывали раннюю династию Хань как период процветания и сетовали на то, что они считали чрезмерным налогообложением. При императоре Цзине
…Верёвки, на которых подвешивались мешки с монетами, рвались под тяжестью веса, а мешки с зерном, хранившиеся несколько лет, гнили, потому что за ними не присматривали и их не ели.
Были отменены суровые уголовные наказания, такие как отрезание носа преступнику.
В этот период особенно процветали торговцы и промышленники. В ранний период Западной Хань самыми богатыми людьми в империи были торговцы, которые производили и продавали соль и железо, приобретая богатства, соперничавшие по размерам с ежегодными налоговыми поступлениями, собираемыми императорским двором. Эти торговцы вкладывали средства в землю, становясь крупными землевладельцами и нанимая на работу большое количество крестьян. Промышленник, занимающийся добычей соли или железа, мог нанять более тысячи крестьян для добычи жидкого рассола, морской соли, каменной соли или железной руды.

### Политика императора У
Император У из династии Хань (правил в 141-87 до н. э.) считал, что столь крупномасштабная частная промышленность представляет угрозу государству, поскольку она отвлекает крестьян от сельского хозяйства и направляет их к промышленникам. Национализация торговли солью и железом устранила эту угрозу и принесла государству большую прибыль. Эта политика оказалась успешной в финансировании кампаний императора У по борьбе с кочевой конфедерацией хунну, а также в колонизации прохода Хэси и того, что сейчас является Синьцзяном в Центральной Азии, Северным Вьетнамом, Юньнанью и Северной Кореей. Другие меры включали схему стабилизации цен и налог в размере 10 процентов на капитал торговцев и промышленников, который ещё не был экспроприирован. Однако эта политика навлекла на народ большие лишения: к моменту смерти императора У в стране начались бандитизм и вооружённые восстания.

## Дебаты
Поскольку жалобы на политику правительства становились все более резкими, регент Хо Гуан, который был фактическим правителем Китая после императора У из династии Хань, созвал придворное совещание, чтобы обсудить, следует ли продолжать политику прошлого императора. В результате участники дебатов разделились на две группы: реформистов и модернистов. Реформаторы, в основном провинциальные конфуцианские учёные, поддержали приватизацию и возврат к старой политике невмешательства. С другой стороны, модернисты в значительной степени представляли интересы центрального правительства и были более созвучны легистской философии, а также являлись поклонниками предыдущей династии Цинь, чьи суровые и многочисленные законы были основаны на легистских принципах.

### Реформаторская позиция
Реформаторский взгляд основывался на конфуцианском идеале, который стремился к улучшению человека путем следования основополагающим моральным принципам. Чтобы добиться этого, они хотели свести к минимуму контроль, требования к обслуживанию и налогообложение. Критика монополий со стороны реформистов в основном основывалась на идее о том, что государство «не должно конкурировать с народом ради прибыли», поскольку при этом оно будет угнетать граждан; торговые предприятия не являются «надлежащей деятельностью для государства». Они отмечали, что монополии возложили огромное бремя на граждан. Кроме того, реформаторы жаловались на то, что государственные монополии угнетают народ, производя некачественные и непрактичные железные орудия, которые бесполезны и производятся только для выполнения норм, но за которые крестьяне должны платить независимо от их качества. Реформаторы считали, что бывшие частные плавильные предприятия небольших семейных предприятий производили более качественные орудия «из-за гордости за мастерство и потому, что они были ближе к пользователям», в отличие от государственной монополии. Кроме того, реформисты жаловались на то, что государственные монополии не могли координировать свое производство в соответствии с потребностями всех провинций империи, а некоторые районы производили сверх нормы и фактически заставляли крестьян скупать излишки. Реформаторы также критиковали агрессивную внешнюю политику императора У, которая, по их мнению, ослабила, а не укрепила Китай, и затраты на которую не оправдывали полученных выгод.

### Модернистская позиция
Модернистов возглавлял Сан Хунъян, бывший торговец, которого император У выбрал для проведения своей новой интервенционистской политики. Они оправдывали введение контроля тем, что таким образом прибыль отнимается у богатых частных торговцев, которые могли представлять угрозу для государства, и пополняет государственную казну; в частности, модернисты утверждали, что соляные и железодобывающие промышленники были «жестокими и тираническими», нанимали тысячи рабочих, которые потенциально могли стать мятежниками.
Модернисты считали, что государство, обладая монополией на железо, может эффективно распределять качественные орудия труда для крестьян, а также стабилизировать цены на многие товары первой необходимости. Они утверждали, что частные мастерские слишком малы, неспециализированы и плохо оборудованы. Модернисты утверждали, что государственные мастерские предлагали лучшие условия труда и доступ к большему количеству материалов, чем частные мастерские. Кроме того, модернисты утверждали, что экспансионистские кампании были необходимы для защиты Китая от варварских вторжений и что путём национализации соляной и железоделательной промышленности государство могло бы получить средства, необходимые для защиты империи, не возлагая дополнительного бремени на крестьянство.

## Наследие
Модернисты после этого спора сохранили большую часть своей политики нетронутой, за исключением отмены монополии на спиртное, но Сан был казнён в 80 г. до н. э. за измену. Реформаторы постепенно набирали все больше власти в остальной части Ранней Хань из-за растущей неустойчивости политики модернистов. Им удалось на короткое время, с 44 по 41 г. до н. э., добиться отмены монополий центрального правительства на соль и железо, хотя попытка не увенчалась успехом, и монополии возобновились до конца правления Ван Мана (годы правления 9-23 г. н. э.), который навязал ультрамодернистскую политику. После его свержения правительство поздней Хань возобновило прежнюю политику невмешательства и передало контроль над этими отраслями промышленности частным предпринимателям.